# SN 2006qp
SN 2006qp – supernowa typu IIb odkryta 25 listopada 2006 roku w galaktyce NGC 5735. W momencie odkrycia miała maksymalną jasność 17,10m.